# Wilhelm Michler
Wilhelm Michler (Creglingen, 27 de dezembro de 1846 — Rio de Janeiro, 27 de novembro de 1889) foi um químico alemão.
Foi aluno de Hermann von Fehling e Viktor Meyer em Estugarda, acompanhando Meyer para o Instituto Federal de Tecnologia de Zurique em 1871. Michler tornou-se professor do Instituto Federal de Tecnologia de Zurique em 1878. Abandonou a Europa em agosto 1881, para uma jornada de estudos sobre produtos naturais da América do Sul, chegando ao Brasil, onde prosseguiu suas pesquisas de 1882 até falecer em 1889. Foi professor da Escola Politécnica da Universidade Federal do Rio de Janeiro.